# Toxorhynchites okinawensis
Toxorhynchites okinawensis är en tvåvingeart som beskrevs av Toma, Miyagi och Tanaka 1990. Toxorhynchites okinawensis ingår i släktet Toxorhynchites och familjen stickmyggor. Inga underarter finns listade i Catalogue of Life.